# De Maten (Genk)

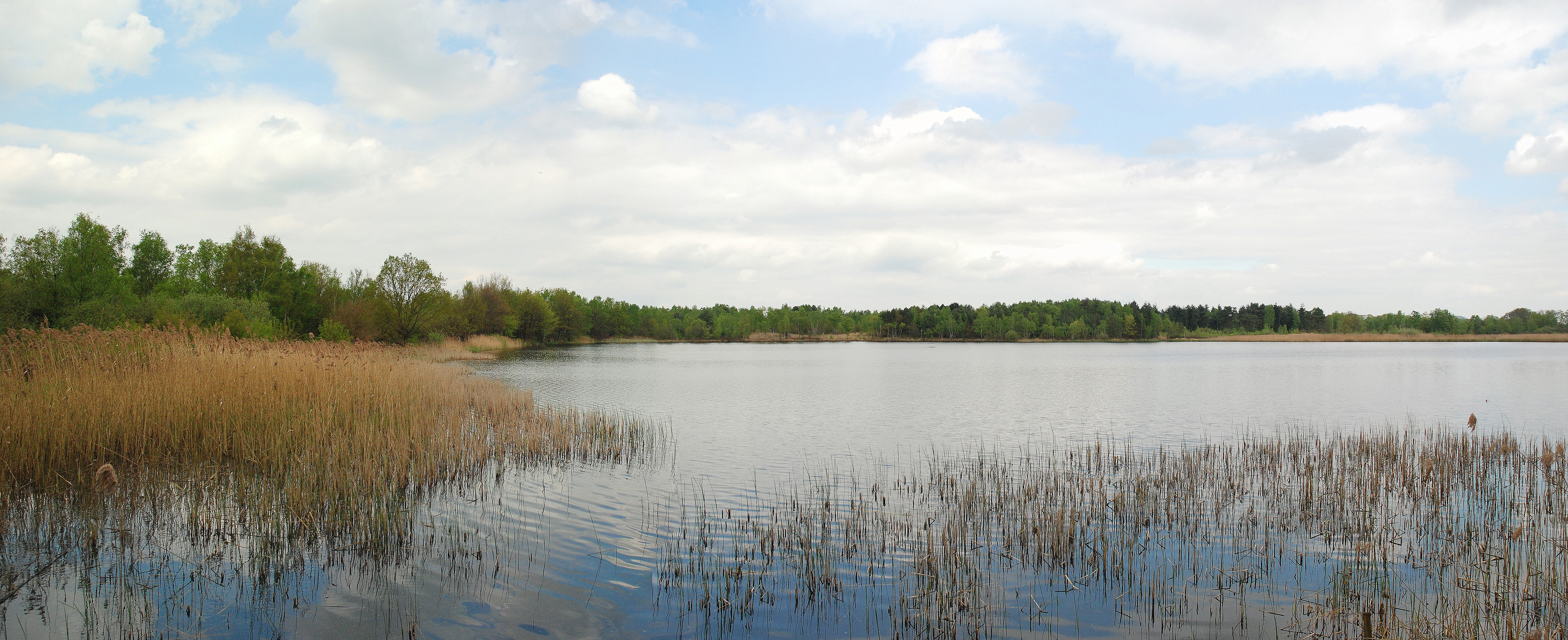
De Augustijnenvijver

De Maten is beschermd landschap en natuurreservaat in de Limburgse gemeenten Genk en Diepenbeek. De Stiemerbeek en de Heiweierbeek lopen door het gebied. Door de afdamming van de Stiemerbeek, eeuwen geleden, ontstonden in de beekvalleien lange ketens van vijvers die werden gebruikt voor het kweken van vis voor consumptie. Het gebied, dat 536 hectare groot is, is Europees beschermd als Natura 2000-gebied (habitatrichtlijngebied BE2200028 en vogelrichtlijngebied BE2200626).
In De Maten komen dertien Europees beschermde habitats voor: actief hoogveen, droge heide, droge heide op jonge zandafzettingen, eiken-beukenbossen op zure bodems, heischrale graslanden en soortenrijke graslanden van zure bodems, open graslanden op landduinen, oude berken-eikenbossen op zeer oligotrofe zandgrond, slenken en plagplekken op vochtige bodems in de heide, valleibossen, elzenbroekbossen en zachthoutooibossen, vochtige tot natte heide, oligotrafente tot meso-oligotrofante verlandingsvegetatie, voedselarme tot matig voedselarme wateren met droogvallende oevers, voedselrijke, gebufferde wateren met rijke waterplantvegetatie.
Er komen ook zestien Europees beschermde soorten voor: blauwborst, boomleeuwerik, drijvende waterweegbree, grote zilverreiger, ijsvogel, knoflookpad, krakeend, kwak, laatvlieger, poelkikker, roerdomp, rosse vleermuis, rugstreeppad, Spaanse vlag, woudaapje, zwarte specht.
In Diepenbeek sluit het park aan op de Demervallei; in Genk ligt het ten zuidwesten van het Kempens Plateau. In het noordwesten ligt het domein Bokrijk.

## Beschrijving
In De Maten vindt men onder andere:
- landduinen die ontstonden toen tijdens de laatste IJstijd via noordelijke winden een zandpakket, afkomstig van de drooggevallen Noordzee, over de Kempen werd afgezet die later opwaaiden tot duinen
- 35 aangelegde vijvers waarin men eeuwenlang vis kweekte
- moerassen in de lagere vochtige gebieden
- moerasbos en weilanden
- ruigten
- natte en droge heide

De Maten is een vogelrichtlijngebied waar ook de Europese Habitatrichtlijn van toepassing is. Aan de Diepenbeekse maten vlak aan de zuidoostelijk gelegen Augustijnenweyer bevindt zich een vogelkijkwand.

## Geschiedenis
In de vroege middeleeuwen legden heiboeren de eerste dijkjes aan tussen twee duinenruggen, dwars op de beek die door De Maten stroomde. Op deze manier ontstonden de eerste kleine vijvers in dit gebied. Deze eerste benamingen van vijvers van de Maten komen reeds in 1485 voor in de gemeenteregisters. De zeer arme en verlaten heidegronden in en rond Genk werden geleidelijk in gebruik genomen als landbouwgrond door de lokale boeren. De heide werd gekapt voor het voer van de schapen en koeien. De mest uit potstallen werd vervolgens gebruikt om de schrale grond te bemesten. Andere taken bestonden uit het steken van turf als brandstof, kappen van bomen en het nivelleren van duinen om kleine graslanden te bekomen. Na de intrede van de irrigatietechniek werden deze graslanden bevloeid met beekwater via een sluizensysteem dat nog steeds terug te vinden is in het landschap.
Rond 1900 bevonden zich slechts enkele boerderijen rond de Maten en het was een vrij open en toegankelijk gebied. Door de toenemende industrialisatie en mijnbouw in Genk groeide het besef dat de druk op het gebied zorgvuldig opgevolgd moest worden. In 1910 ontstonden daarom plannen voor een groot natuurgebied tussen Diepenbeek, Genk, Hasselt en Zonhoven. Door het uitbreken van de Eerste Wereldoorlog zijn deze plannen nooit uitgevoerd.
De eerste bescherming van het gebied kwam er nadat een aantal natuurliefhebbers een gebied van bijna 200 ha in erfpacht kregen van het gemeentebestuur van Genk. In 1956 werd dit gebied als een van de eerste in België erkend als een natuurreservaat. Datzelfde jaar kocht de natuurvereniging nog 17 ha vennen en vijvers met hoge floristische en botanische waarden aan. In de jaren daarna volgden nog verschillende aankopen. De Maten is sinds 1975 een erkend natuurgebied en beschermd landschap. Een deel van het gebied is nog in privé-eigendom.

## Flora en fauna
Een bijzondere plant in het natte gedeelte van dit gebied is de zonnedauw, een inheems vleesetend plantje.
De kuifeend, blauwe reiger en fuut zijn er het hele jaar door te zien. Ook de roerdomp komt er voor.

## Varia
Omringd door vijvers is er ook een woonwijk genaamd 'de Maten' bestaande uit de Matenstraat, Dilikensweier, Reenstraat en Peerdsdiefweier.
Het woord maten is verwant met het Engelse woord meadows wat 'weilanden' betekent. Een andere mogelijke verklaring is dat de naam verwijst naar een made of weiland dat gemaaid wordt.

## Galerij

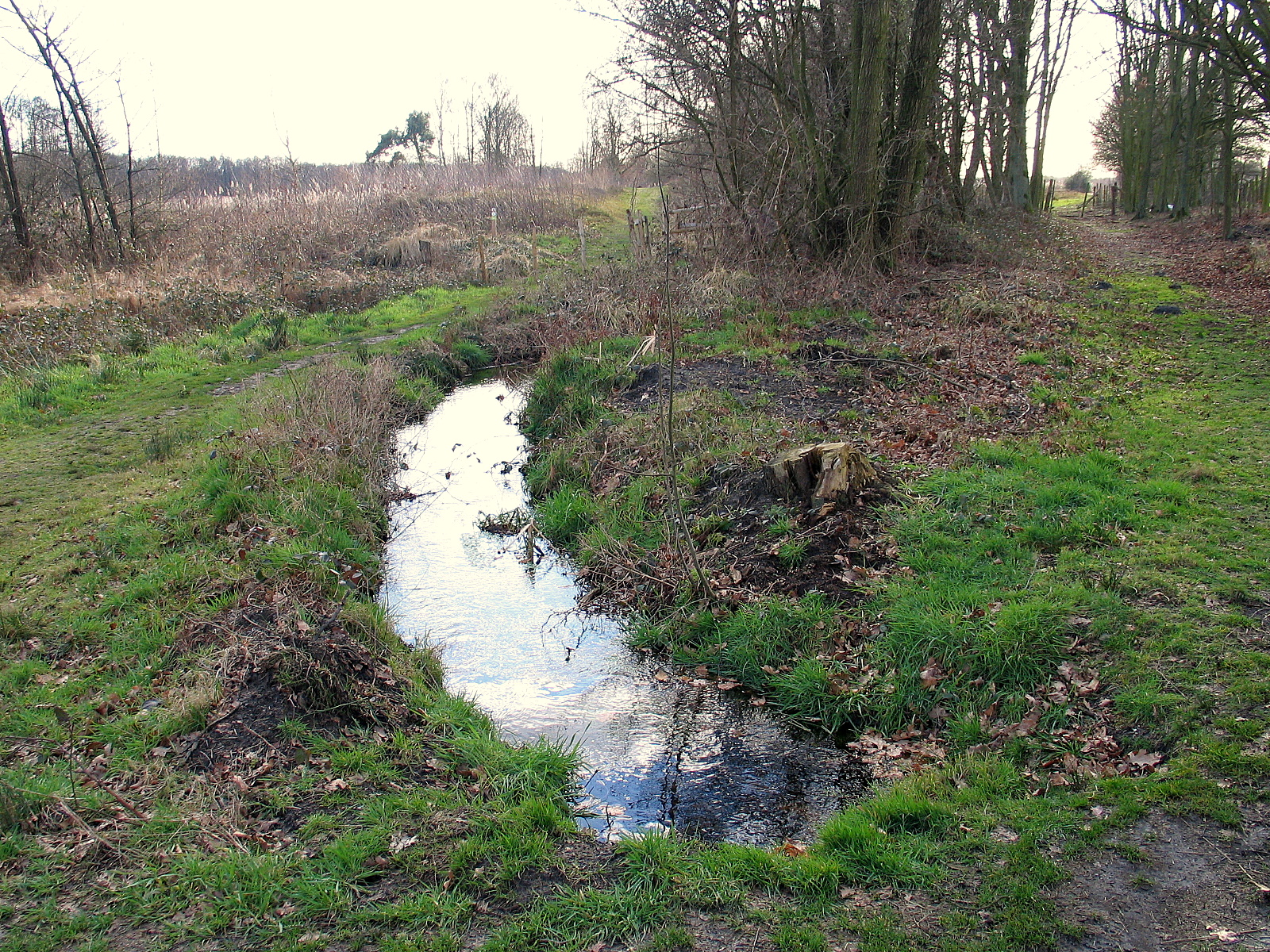
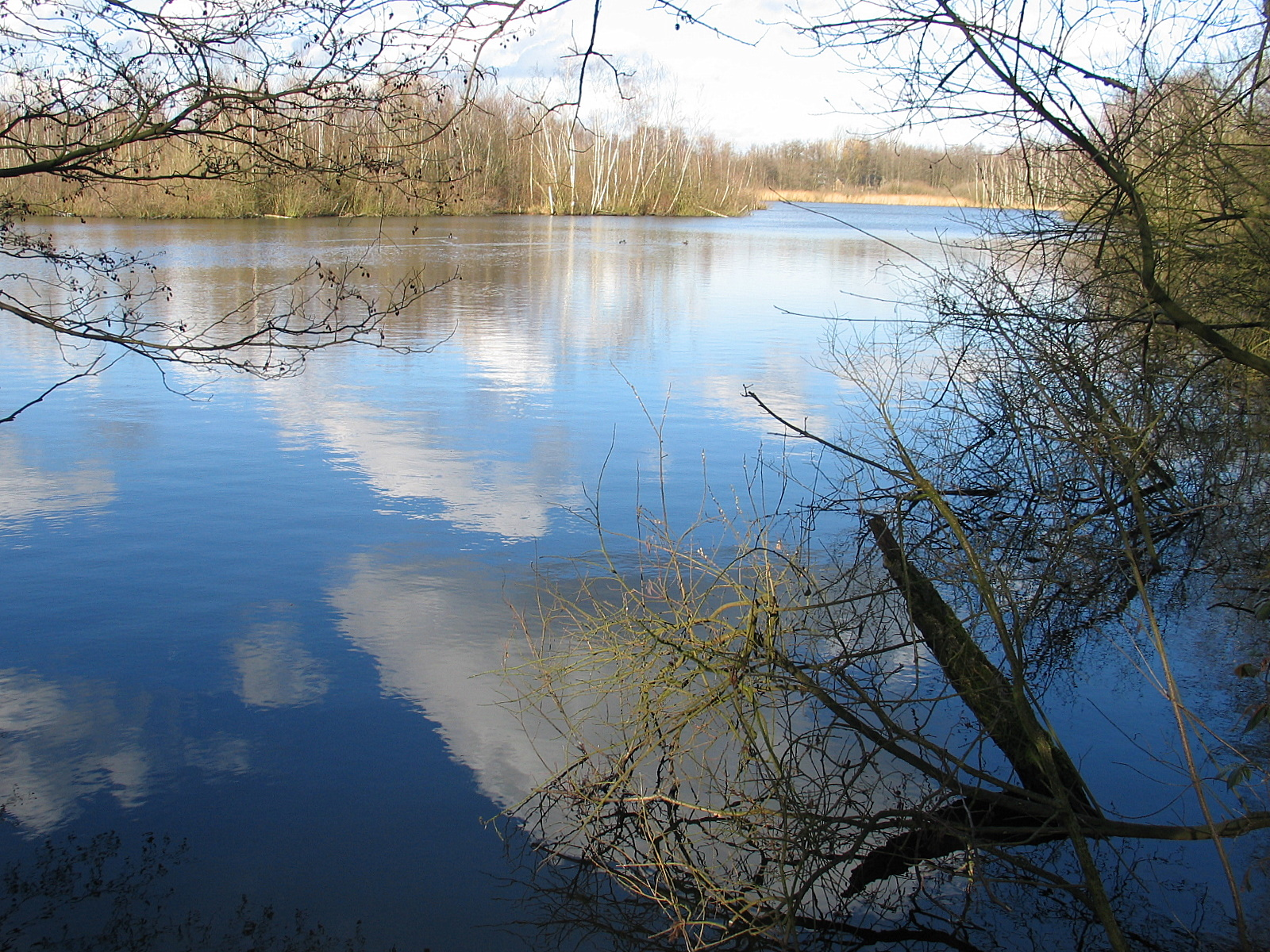
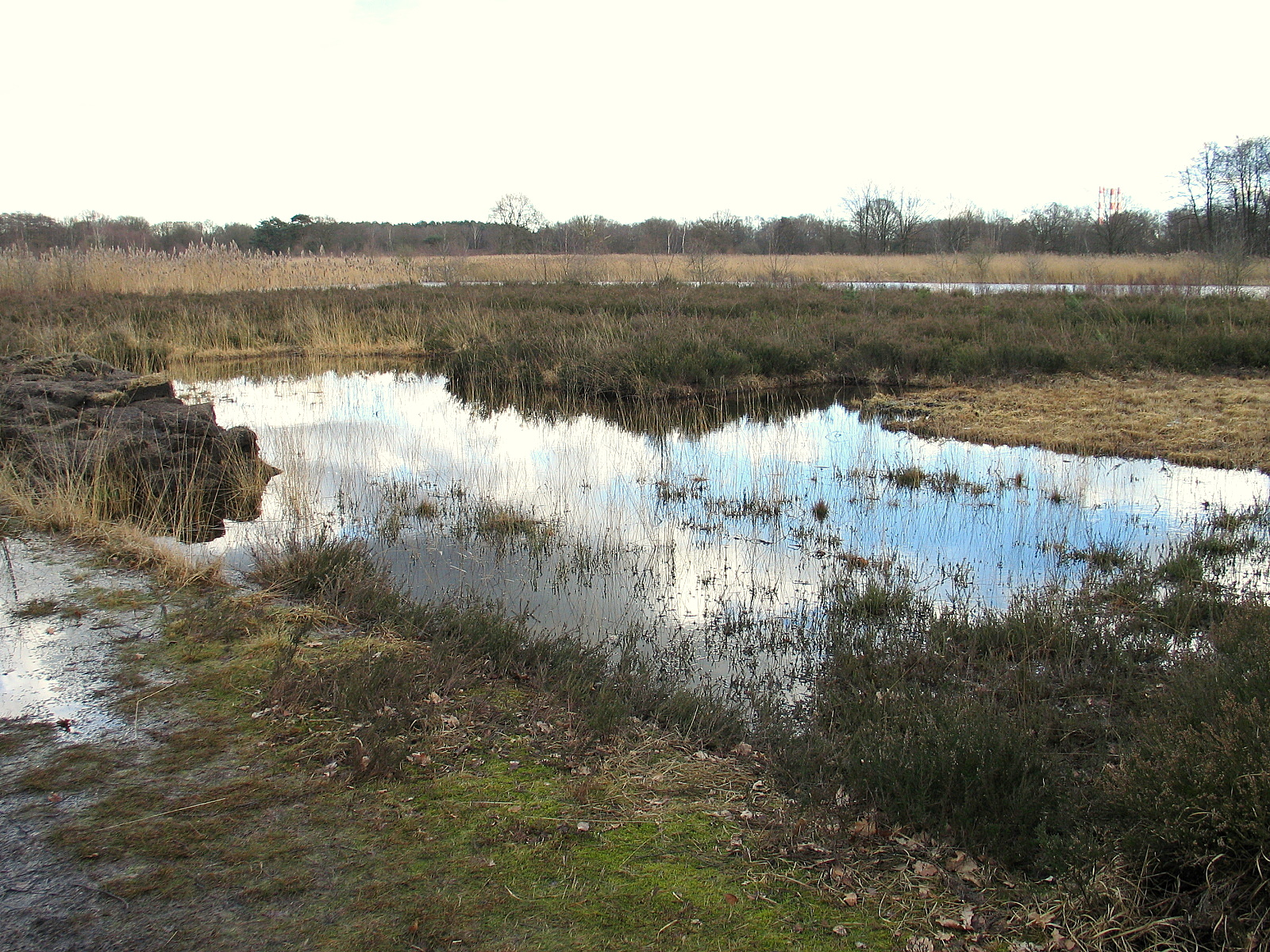
Heidebeheer op de Maten
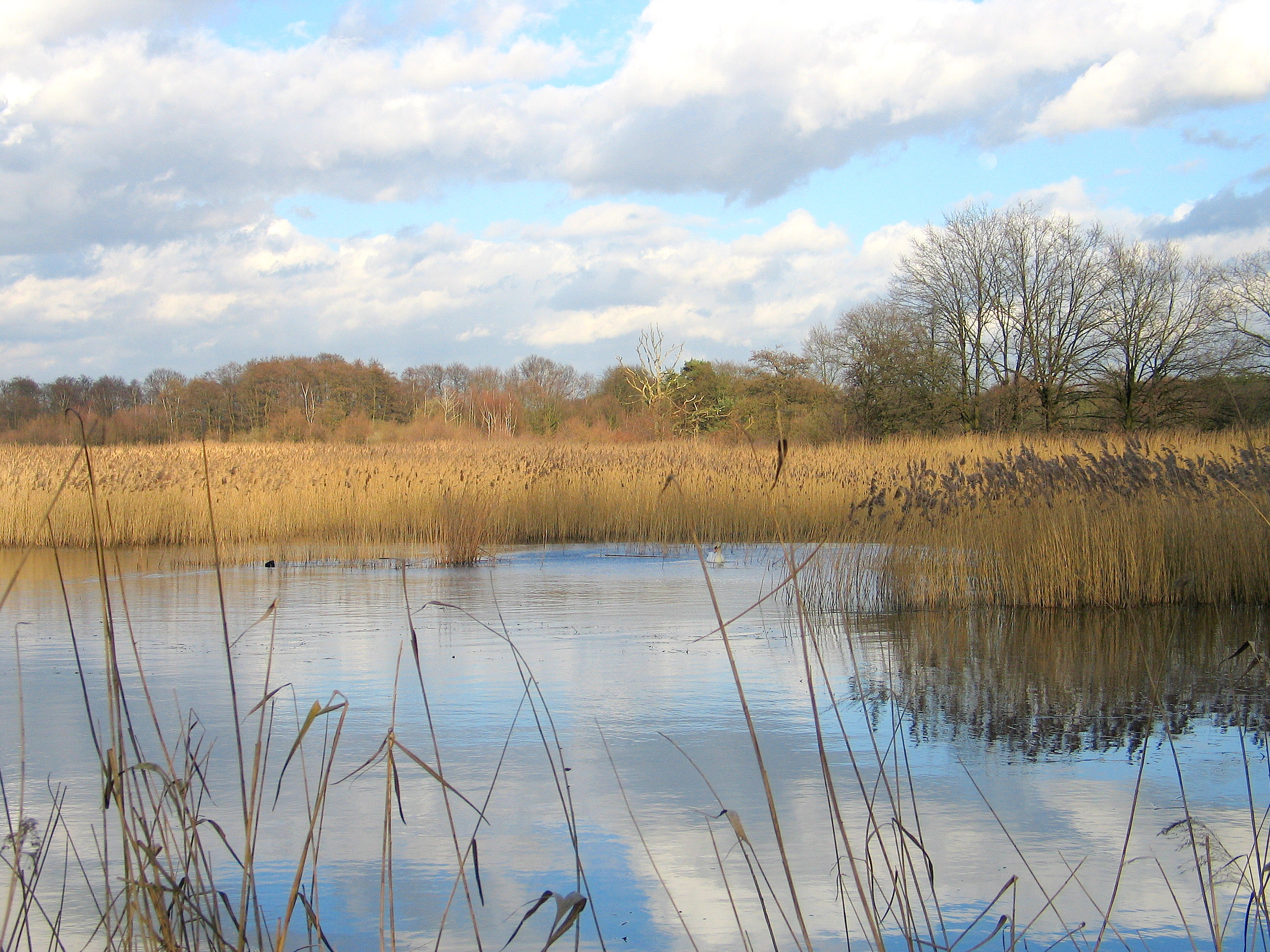
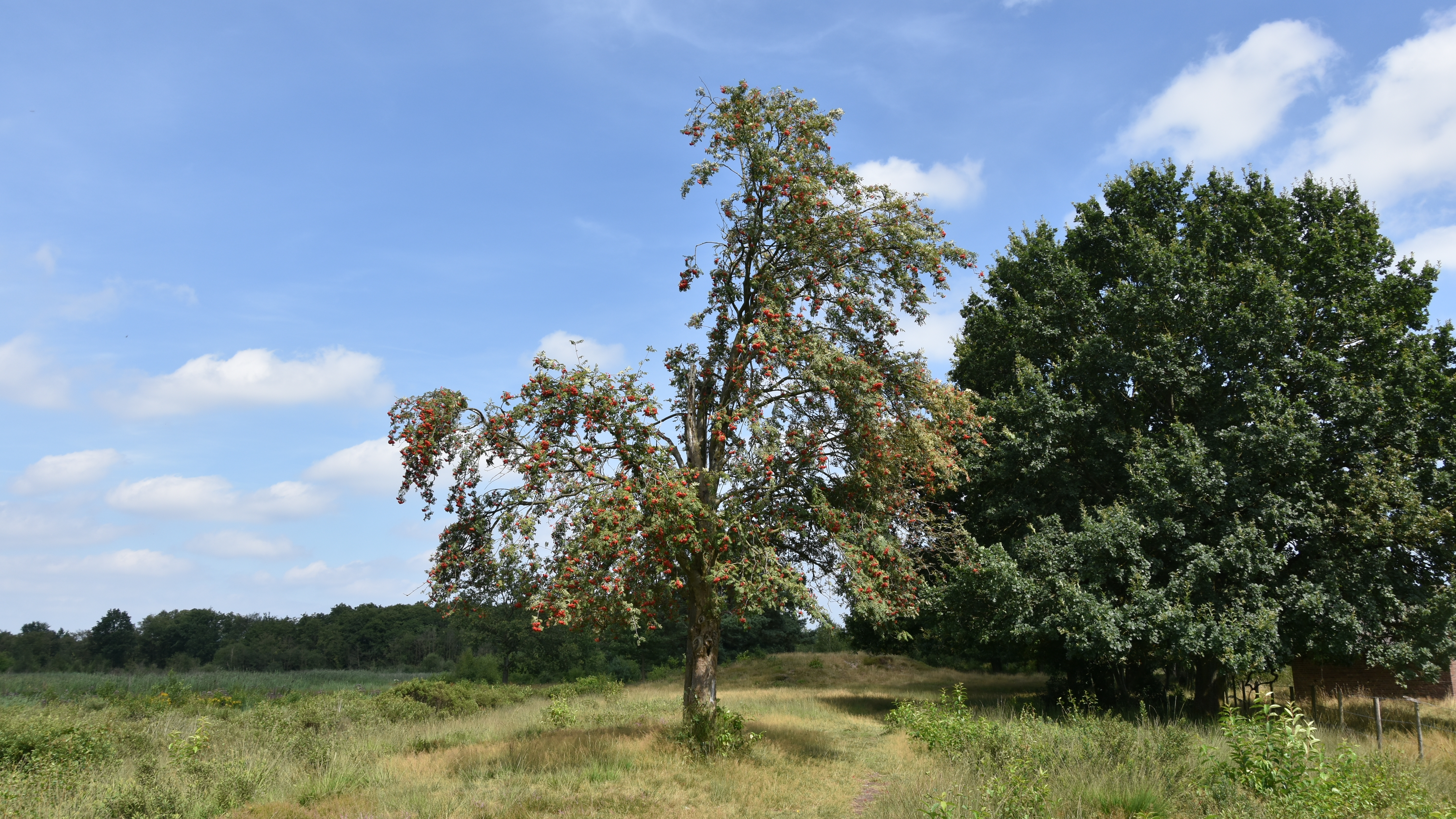
Een lijsterbes in de Maten